# Hemichordata
Os Hemichordata ou hemicordados (hemi, metade e chorda, corda) é um filo de pequenos animais marinhos. Várias subdivisões já foram propostas para Bilateria, os Hemichordatos já foram considerados um subfilo dos cordados e se assemelham com os equinodermos. A presença de fendas branquiais  e uma suposta notocorda fez com que os Hemichordatos fossem incluídos aos Chordados.
Estes se apresentam em duas classes, os Enteropneusta e os Pterobranchia. Porém um terceiro grupo é estudado por biólogos, são os  Planctosphaeroidea. São de difícil classificação pois possuem poucas espécies viventes, cerca de 100 espécies. Os mais conhecidos fazem parte do gênero Balanoglossus da classe Enteropneusta.

## Morfologia

### Sinapomorfias
As seguintes sinapomorfias são descritas para o grupo:
- Um órgão pré-oral muscular e secretório (probóscide dos enteropneusta e escudo pré oral dos pterobranchia).
- Pares de ductos mesocélicos valvares.
- Complexo glomérulo, coração, estomocorda.
- Corpo tripartido em probóscide, colar e tronco
- Extensão ventral pós-anal da metacele.

### Estrutura externa
A estrutura externa básica de todos os Hemichordata adultos é um protossomo, onde fica o órgão pré-oral musculoso, seguido então de um mesossomo seguido de um metassomo.
Em Enteropneusta adultos o órgão pré-oral é uma probóscide curta utilizada para a locomoção e secreção de muco para a alimentação, o mesossomo é denominado colarinho, sendo perceptível como um espessamento logo após a boca e o metassoma é denominado tronco e nele se encerram vários pares de poros branquiais, o metassoma termina em um ânus e a aparência geral do corpo é vermiforme, aproximadamente cilíndrica.
Já nos indivíduos adultos de Pterobranchia ocorre uma torção do corpo de modo que o ânus se encerra dorsalmente na região anterior do corpo e o trato digestivo possui formato de U. O órgão pré-oral é denominado escudo cefálico, servindo também para a locomoção e alimentação, a boca se encontra logo abaixo do escudo cefálico e próximos a ela, ligando-se ao mesossoma, se encontram braços possuidores de tentáculos que secretam muco e capturam partículas em suspensão que são levadas até a boca através de cílios na epiderme do animal, o metassoma se divide em duas regiões, o tronco e o pedúnculo. A maioria dos Pterobranchia vivem em colônias ou agregações.

### Estrutura interna
Cada uma das três regiões do corpo de um Hemichordata possui uma cavidade interna correspondente, o protossoma possui a protocele em seu interior, o mesossoma possui a mesocele e o metassoma possui a metacele. Na protocele se encontram os músculos da probóscide, a vesícula cardíaca, o glomérulo e o divertículo bucal, ou estomocorda.
A estomocorda de Pterobranchias como R.compacta e C.gracilis, são constuídas basicamente de células monociliadas não vacuoladas. Um epitélio de apenas uma camada, circunda um lúmen, o qual é contígua em R. compacta, com a cavidade bucal e trato digestivo. Em contraste com a estomocorda, qualquer tipo de
invervação não ocorre no interior do (endoderme) trato digestivo de R.compacta e C.gracilis.

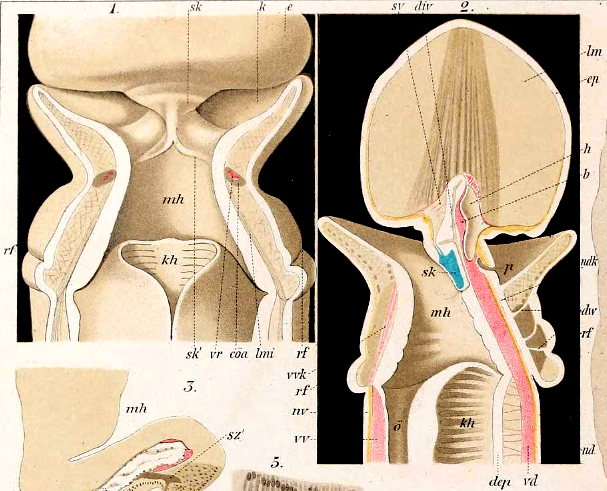
Anatomia interna de um Enteropneusta

Em Enteropneusta, a estomocorda é constituida por células monociliadas ou multiciliadas. Essas células formam um epitélio pseudoestratificado e podem ser vacuoladas. Estendendo-se para a região do prossoma, o lúmen da estomocorda é sempre contínguo com o lúmen do trato alimentar. Como em alguns Pterobranchia, este órgão está associada com o complexo coração-glomérulo.
A mesocele reveste externamente a boca e nela se encontram vários nervos. Os poros branquiais passam pela metacele e nela se encontram o vaso dorsal e o vaso ventral que transportam o sangue de uma extremidade a outra do indivíduo.
Os Hemichordata têm algumas características que lhes permitem ser considerado um grupo que muitas vezes pode ser relacionado com ancestrais de Chordata . Uma dessas características é o desenvolvimento de formações ósseas a partir do tecido conjuntivo . Entre estas estruturas estão o esqueleto branquial e do elemento esquelético desemparelhado da haste que liga o colar e a probóscide. A morfologia do elemento esquelético não emparelhado de relativamente poucas espécies foi estudado , porém esta mesma estrutura foi estudada na espécie Saccoglossus mereschkowskii (Wagner, 1885) 
.
Este elemento esquelético consiste em um órgão em forma de ‘’Y’ localizado na ligação entre o colarinho e as divisões da probóscide. Por natureza, o elemento esquelético é um supercrescimento da substância acelular da placa basal. O elemento esquelético consiste em uma placa não emparelhada direcionada para a frente da probóscide e ‘’chifres’’ pareados que se estendem para trás da região do colarinho .

## Fisiologia

### Locomoção, sustentação e proteção
Hemicordados tem a sustentação do corpo composta primariamente por hidrostática proveniente das cavidades corpóreas, e secundariamente através da própria parede do corpo. Em Enteropneustas adultos, o divertículo bucal funciona como uma espécie de esqueleto. Em Pterobranquios, a sustentação  e proteção adicional da colônia são resultado de um revestimento secretado externamente.
Podem ser animais sésseis ou sedentários, capazes de movimentos um tanto quanto limitados. Os enteropneustos são caracterizados por uma movimentação baseada em rastejamento e muitas vezes também cavam pela ação de movimentos peristálticos da probóscide bem musculosa, entretanto, existem espécies como (Glandiceps hacksii) que se apresentam na superfície de águas rasas, aonde se alimentam de fitoplâncton.
A  protração e a retração dos pterobrânquios em suas estruturas tubulares, são acompanhadas por pressão hidrostática e contração dos músculos longitudinais, respectivamente. Alguns irão rastejar dentro de seus tubos, utilizando o escudo cefálico.

### Nutrição
Hemicordados podem ser suspensívoros ou se alimentar a partir do sedimento. Este último, como Balanoglossus clavigerus, obtém dos sedimentos, nutrientes da matéria orgânica contida nele..Os hemicordados adultos que se alimentam de suspensão, obtém as suas refeições, gerando correntes com os cílios localizados em seu corpo e capturam a matéria orgânica.
Os Enteropneustas em geral se alimentam de substrato e digerem o material orgânico contido nele. A deglutição parece ser facilitada por uma combinação da ação ciliar e do fluxo da água no interior do animal. No intestino acredita-se que a digestão seja extracelular. Podem ingerir o substrato para digestão da matéria orgânica nele presente ou ainda capturar material em suspensão, seletivamente, com a probóscide. A maioria das espécies, no entanto, podem realizar os dois tipo de alimentação.
Pterobrânquios em sua maioria são suspensívoros, no momento da alimentação costuma aproximar a abertura de seus revestimentos tubulares e estendem seus tentáculos,derivados do mesossomo, e braços na água para capturar o alimento. Estes tentáculos possuem um muco aonde o alimento se prende e é deslocado diretamente para a boca através da ação de cílios. Provavelmente a digestão não ocorre no estômago e no intestino.
Existe alguma incerteza sobre o papel que desempenha o seu muco na captura de presas. Alguns cientistas acreditam que a captura de alimento acontece através da probóscide  coberta de muco e os cílios em seguida ajudam no transporte do alimento em um segundo momento. Especialistas que estudam espécies como Rhabdopleura normani, por outro lado, verificaram que a alimentação normal não envolve muco; em vez disso, o organismo conta com os cílios para mudar de direção do alimento, em movimentos chamados reversões locais e  assim, dirige as partículas de alimentos para a sua boca.

### Sistema nervoso e sensorial
A maior parte do sistema nervoso de todos os hemicordados consiste em um plexo nervoso reticulado, situado do lado externo da membrana basal, entre as bases das células epiteliais. A neurocorda está presente no colarinho dos Enteropneustas, entretanto é reduzida a um espessamento do plexo nos Pterobranchias.  Nos enteropneustos o plexo é espessado como tratos longitudinais dos neurônios ao longo de linhas mediodorsal e medioventral do corpo.
Os Hemicordados possuem poucos tipos de receptores sensoriais. Os enteropneustas possuem receptores tácteis sobre boa parte do corpo, o que acaba por ajudar esses animais que geralmente são crípticos, que tenham informação sobre o ambiente ao seu redor. Irão possuir um órgão ciliado pré-oral, que no qual, não se sabe exatamente qual seria sua função primária, porém acredita-se que possam ser quimiorreceptores usado durante a alimentação. Sobre os Pterobrânquios, se sabe muito pouco acerca dos aparatos sensoriais, porém, acredita-se que existam receptores tácteis na região dos tentáculos, e talvez no escudo cefálico e na extremidade do pedúnculo das formas não-coloniais.

### Sistema circulatório
Os enteropneustas possuem um sistema circulatório bem desenvolvido e vários autores já utilizaram diversas terminologia para descrevê-lo. Seguindo-se a terminologia de Brusca segunda edição em português, ele é formado por seios que se conectam a vasos sanguíneos que por sua vez se conectam a um órgão contrátil encontrado na probóscide denominado vesícula cardíaca. Os dois principais vasos longitudinais se alojam nos dois mesentérios, o dorsal e o ventral, e se estendem a partir do colarinho por todo o comprimento do tronco. O sangue flui anteriormente no vaso dorsal e posteriormente no vaso ventral. O vaso dorsal ao chegar na região do colarinho se expande formando um seio venoso, que recebe também sangue das duas veias laterais da probóscide. Esse seio venosos se liga ao seio central da probóscide que se posiciona entre a vesícula cardíaca e o divertículo da boca, quando a vesícula cardíaca pulsa contra o seio central o sangue é empurrado através dos seios do glomero, que é o órgão excretor dos Hemichordata, partindo do glomero o sangue passa por diversos vasos e seios até atingir finalmente o vaso longitudinal ventral.

### Reprodução
A maioria dos Hemichordata possui reprodução gonocórica, ou seja, se reproduzem através de fertilização externa, liberando os gametas na água ou nas galerias circunjacentes, apesar disso, em alguns Pterobranchia são encontrados embriões dentro do cenécio, o que sugere a possibilidade da fecundação ocorrer no interior do mesmo . O sistema reprodutor dos Enteropneusta é formado por várias gônadas, cada uma com seu próprio gonóporo , já nos Pterobranquia pode have uma única gônada, caso do gênero Rhabdopleura , ou duas gônodas, caso do gênero Cephalodiscus .
Nos hemicordados de desenvolvimento direto, como Harrimaniidae  e Pterobranchia, as gônadas femininas produzem óvulos ricos em vitelo, já nas espécies de Enteropneusta que possuem desenvolvimento indireto os óvulos possuem pouquíssimo ou nenhum vitelo, nestes últimos casos ocorre uma larva do tipo Tornária, capaz de se alimentar . Os zoóides de Pterobranchia são em geral formados por uma mistura de indivíduos neutros, machos e fêmeas que frequentemente são dimórficos .
A maioria dos enteropneustas corresponde a animais frágeis e muito suscetíveis a perda de partes do corpo, porém estes animais tem uma alta capacidade de regeneração e a reprodução clonal através de fragmentação já foi documentada para algumas espécies de Glossobalanus e Balanoglossus . Nos Pterobranchia a reprodução por brotamento é muito comum e tem grande importância para a reprodução grupo.

## Classificação, Evolução e Diversidade

### Classificação
Historicamente, homologias morfológicas foram utilizadas para apoiar e sustentar uma relação filogenética entre Hemichordata, Echinodermata e Chordata. A relação Hemichordata/Echinodermata foi suportada principalmente pelos caracteres homólogos detectados durante a fase de desenvolvimento, como por exemplo o arranjo trimérico dos celomas, e a semelhança entre o coração-rim, assimétrica na fase larval 
A morfologia em enteropneustas adultos, por outro lado, sugeriu uma clara relação entre Hemichordata e Chordata. Em hemicordados, como caracteres homólogos aos cordados, irão possuir fendas branquiais, endóstilo, cordão nervoso dorsal oco, notocorda e cauda pós-anal, o que sugeriu uma clara aliança entre esses 2 grupos.
Porém hoje se sabe que estruturas como a estomocorda e a notocorda não são estruturas homólogas, e na verdade constituem uma relação de homoplasia e convergência, entre os Hemichordata e os Chordata.
Estudos feitos a partir de análises moleculares de Turbevill (1994), corrobora a relação entre Hemichordata e Echinodermata como sendo grupos irmãos.
	Hoje temos como referência, um clado contemplando Hemichordata + Echinodermata, chamada Ambulacraria, este clado é sustentado por alguns caracteres, porém algumas características  ainda são capazes de provocar algumas incertezas quanto a constituição e consideração efetiva do clado Ambulacraria, mas algumas informações fortalecem esta relação como por exemplo, a formação do celoma em Hemichordata e em Echinodermata é parecida, irão possuir protoceles emparelhadas, mesoceles e metaceles e o desenvolvimento do celoma destes dois grupos é principalmente enterocélico, apesar de algumas exceções.
	Na filogenia interna do grupo Hemichordata ainda existem muitas incertezas, principalmente ao que se diz à família Harrimaniidae. Através de análises baseadas em caracteres morfológicos, algumas relações internas puderam ser estabelecidas. Primeiramente a análise parece confirmar a relação de grupo-irmãos entre Pterobranchia e Enteropneusta.  
	Os enteropneustas contemplarão as famílias Harrimaniidae, Saxipendiidae, Spengelidae, Ptychoderidae e Torquaratoridae . Perante a estas análises a família Spengeliadae é fracamente suportada e a família Ptychoderiadae irá assim como os Spengelidae, constituir um grupo monofilético. Os Spengelidae e Ptychoderidae são taxons irmãos. Mas um dos problemas dentro desta filogenia é a configuração de politomia dentro da família Harrimaniidae, ou seja, não é possível discernir as relações entre os gêneros contidos nesta família. Muitos destes Harrimaniidae são caracterizados por um tamanho bem pequeno e são de morfologia muito simples, o que acaba por tornar seus caracteres morfológicos não muito muito confiáveis para uma analise filogenética.
	Um estudo feito com alguns Enteropneustas, com base em análises moleculares, também teve a proposta de entender melhor como a filogenia interna de Hemichordata se apresentava, visto que antes, apenas alguns estudos baseados em dados morfológicos pareciam ser bem aceitos. Todos os Enteropneustas de mar profundo eram mais relacionados entre si do que com outros enteropneustas, o que configurou a formação do clado Torquaratoridae. Esta estreita correspondência de sequências de rDNA entre os membros da Torquaratoridae, permitiu a identificação de características morfológicas que caracterizam exclusivamente o grupo. O diagnóstico de Torquaratoridae e suas características foram : são enteropneustas cujo esqueleto da probóscide está ausente ou é reduzido a uma pequena placa medial, a estomocorda quando adulto, estará ausente ou separada da cavidade bucal do colar.
	O monofiletismo de Hemichordata, Torquaratoridae e Harrimaniidae foi recuperado com um forte suporte baseado nas análises molecurares, e Ptychoderiade com um suporte moderado. Pterobranquias, Harrimanidae e um clado moderadamente suportado comportando Spengelidae, Ptychoderidae e Torquaratoridae, formou uma politomia basal .

### Diversidade (espécies no mundo e no Brasil)
No mundo são registradas 106 espécies de Hemichordata.
Várias populações de enteropneustas foram encontradas no noroeste do Pacífico, de Oregon à Columbia Britânica, no Canadá, mas apenas alguns foram nomeados ou descritos.
. O gênero mais conhecido de enteropneustas norte-americanos é o Saccoglossus, mais precisamente os da família Harrimaniidae. Dentre toda esta faixa mapeada, podemos destacar as espécies Saccoglossus pusillus, Saccoglossus bromophenolosus, Balanoglossus occidentalis .
Existem 7 espécies de Hemichordata registradas no Brasil.. 
Há   registros mais específicos de hemicordados que foram encontrados em alguns estados brasileiros. As espécies Balanoglossus clavegenus e Balanoglossus gigas foram encontradas em São Paulo , ressaltando que a espécie Balanoglossus gigas está em risco de extinção.
Apesar de 7 especies registradas no Brasil, as regiões Norte e Nordeste foram constatadas com grau de coleta e conhecimento nulo em relação à Hemichordata .Entretanto já se tem relatos recentes de hemicordados na região norte do Brasil.
É relatado o achado de alguns enteropneustas, todos da espécie B. paranaens, sendo a única espécie na praia de Cambruí e em outras praias da região da Cananéia (SP).
A espécie Schizocardium brasiliensis, foi encontrada na Baía de Guanabara (Sawaya, 1950), também foi encontrada em São Paulo, no canal de São Sebastião, e nas enseadas do Flamengo no Rio de Janeiro.

### Distribuição geográfica
Enteropneustas, pterobranchias e planctosphaeroides ocorrerem nos oceanos do mundo todo. Em geral, os enteropneustas vivem em áreas mais rasas e os pterobranchias em águas mais profundas. A espécie única conhecida da classe Planctosphaeroidea é encontrada em ambos os oceanos, Atlântico e Pacífico, em profundidades entre 75 m  e cerca de 1.000 m.  Algumas espécies do gênero Balanoglossus podem ser encontradas no Brasil no litoral de São Paulo e na região norte.

### História fóssil
A classe Graptolithina está extinta, e é conhecida a partir de fósseis encontrados em rochas que datam do Ordoviciano e Siluriano. 

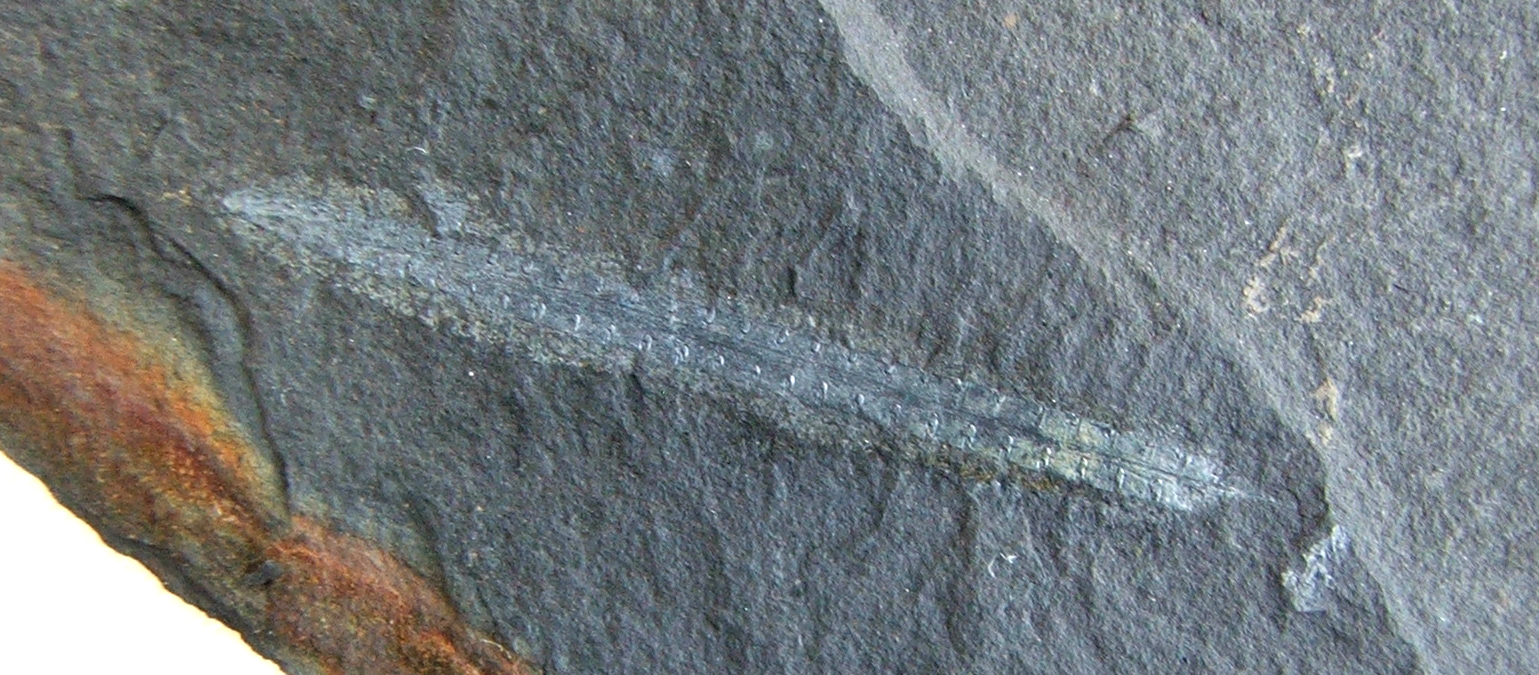
Graptolithina encontrado no sul da Suécia

Já se foi registrado um enteropneusta Spartobranchus tenuis (Walcott,1911) , referente ao Cambriano Médio. Esta espécie tem um notável semelhança com espécies extintas da família Harrimaniidae, porém é bem distinta de todos os Enteropneustas viventes conhecidos, principalmente porque foi encontrado  associado a uma estrutura tubular, assim como vemos em Pterobranchia.
Este registro implica diretamente no que se pensa sobre o surgimento das linhagens de Hemichordata,  pois a presença tanto de Enteropneustas como de Pterobranchias no Cambriano Médio, sugere que os Hemichordata tenham se originado na grande explosão do Cambriano.
Há relatos de Pterobranchia  fóssil (Galeaplumosus abilus) excepcionalmente preservado, de 525 milhões de anos de idade, em rochas datadas do Cambriano Inferior de Chengjiang Konservat - Lagerstätte do sul da China . O fóssil mostra extensos tecidos moles bem preservados , incluindo braços e tentáculos, o que é bem raro,  pois geralmente fósseis de pterobranquias consistem basicamente na estrutura tubular em que viviam (coenécios) , partes moles e detalhes anatômicos mal preservados.

## Ciclo de Vida

### Embriogênese
A embriogênese de Pterobranchia ainda não foi devidamente elucidada, mas dados de embriões coletados sugerem que as clivagens sejam holoblásticas e iguais ou desiguais e asincrônicas , que a blástula seja sólida e a gastrulação ocorra por esquizocelia .
Em Enteropneusta o desenvolvimento embriológico já foi completamente estudado para membros de duas famílias, Harrimaniidae  e Ptychoderidae  e em ambas as famílias de Enteropneusta estudadas, a clivagem é holoblástica radial e igual durante as três primeiras divisões, sendo a quarta divisão desigual no polo vegetal gerando três tipos de células, os mesoblastos, originários do polo animal, os microblastos, células do polo vegetal que receberam menos citoplasma e os macroblastos, célula do polo vegetal que receberam mais citoplasma.
A gastrulação é típica de deuterostômios com o arquêntero se formando no lado do polo vegetal e com o blastóporo gerando o pressuposto ânus, mas logo após a gastrulação o blastóporo se fecha e se forma uma cavidade acima da extremidade interna do arquêntero, essa cavidade será a protocele da larva . Os dois principais tipos de formação do arquêntero, esquizocelia e enterocelia, são representados no grupo . Após esse estágio o embrião começa a mudar de forma e se prepara para a eclosão.

### Desenvolvimento larval e metamorfose
Nos Hemichordata o desenvolvimento pode se direto ou indireto, quando o desenvolvimento é direto, como nos Pterobranchia e na família Harrimaniidae de enteropeneustos , a larva pode se mover mas não se alimenta e após a eclosão o indivíduo segue seu desenvolvimento até formar um juvenil muito parecido com o adulto. Nas espécies de desenvolvimento indireto ocorre uma prolongação da vida larval, formando-se uma larva tornária capaz de se alimentar e o animal pode chegar a permanecer meses no estagio larval . Para a família Ptychoderidae é descrita uma complexa sequência de estágios larvares muito característicos que recebem nomes específicos: estágio Müller, logo após eclodir, quando os neotróquios estão presentes porém os opistotróquios ausentes; estágio Heider, quando ânus e boca se abrem e opistotróquios se formam e a larva passa a se alimentar; estágio de Metschnikoff, quando os opistotróquios se tornam compostos e os neotróquios formam lobos primários; estágio Krohn, quando os neotróquios formam lobos secundários. Após estes 4 estágios iniciais a larva começa a se preparar para a metamorfose, as estruturas larvares começam a regredir e as estruturas presentes nos adultos começam a se formar, ocorrem então os estágios: estágio Spengel, lobos secundários dos neotróquios regridem e a larva diminui de tamanho; estágio Agassiz, neotróquios desaparecem, mesocele e metacele se formam . Logo após o estágio Agassiz se formar a larva se alonga, a região do colarinho se formar e as fendas branquiais se abrem completando a metamorfose e gerando um juvenil. O juvenil então volta a se alimentar e no momento devido seu sistema reprodutor se desenvolve formando um adulto.

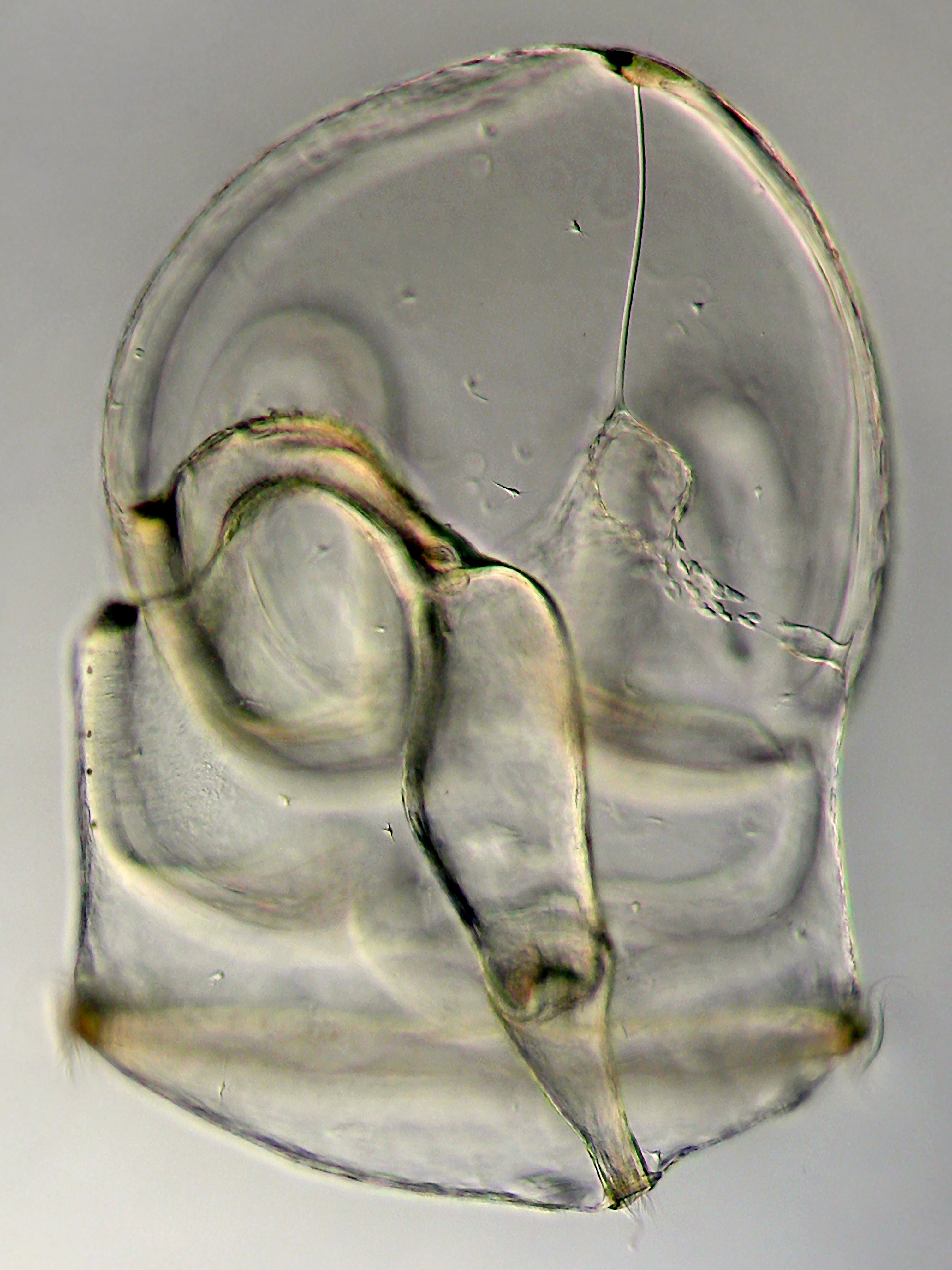
Larva Tornaria

Algumas diferenças podem ser observadas entre o ciclo a descrito acima, por exemplo, o desenvolvimento dos opistotróquios pode ocorrer antes dos neotróquios, gerando o estágio denominado por alguns autores como estágio Miyashita , que substitui o estágio Müller na série de desenvolvimento, apesar disso, morfologicamente, a maior parte dos estágios anteriores ao estágio Metschnikoff tem uma morfologia conservada dentre os tipos de larva tornaria , porém, após o estágio Metschnikoff, muitas espécies possuem características distintas, por exemplo, os neotróquios de Ptychodera flava dão voltas sinuosas sobre si formando tentáculos , os de Balanoglossus clavigerus formam lobos secundários sem formar tentáculos  e no caso de Balanoglossus misakiensis não se formam lobos secundários .
Durante a metamorfose em Ptychoderidae, ocorre um processo de neurulação muito parecido com a neurulação dos vertebrados, porém devida a ausência da notocorda o tecido que induz o processo é a endoderme adjacente e a estomocorda .
A larva dos Pterobranchia é parecida com uma larva do tipo plânula e não se alimenta, consumindo o vitelo adquirido do ovo para seu desenvolvimento.

## Ecologia
Apesar de serem encontrados por todo o planeta, Hemicordados receberam pouca atenção em estudos ecológicos até agora, a grande diferença de comportamento entre as duas classes, Enteropneusta, que são solitários, móveis e se alimentam de suspensão ou de depósitos de sedimentos e dos Pterobranchia, que em geral vivem em associações ou colônias e se alimentam por filtração, geram diferentes características ecológicas.
No caso dos Enteropneusta, a maioria das espécies vive em galerias subterrânias recobertas por muco e é mais comuns em galerias razas em areia de regiões de entre-marés, mas o grupo pode também ser bem representado em águas profundas perto de chaminés hidrotermais. Com densidades populacionais que chegam a 200 indivíduos por metro cúbico  os enteropneusta digerem uma quantidade substancial do substrato onde vivem todos os dias. Algumas poucas espécies vivem entre rochas ou entre populações de algas marinhas.
A epiderme dos enteropneusta, além de muco, produz uma grande quantidade de compostos de bromo, que podem ter atividade anticompetitiva, antipredatória e antimicrobiana. A grande quantidade de bromofenol encontrada em algumas galerias de Saccoglossus kowalevskii, parece ter um efeito tóxico sobre bactérias aeróbias , apesar desse efeito não ser considerado duradouro. A grande quantidade de compostos de bromo nos sedimentos processados por estes animais leva também a um atraso na conquista do território intersticial por outras animais, como poliquetas , larvas de molusco e caranguejos.
Os predadores de enteropneusta incluem linguados (Pleuronichthys cornutus, 4,4% da dieta)  e peixes raia, por outro lado, a defesa química da espécie Pytchodera bahamensis se provou eficiente para inibir a predação do budião azul, Thalassoma bifasciatum , e a de uma espécie não identificada do gênero Saccoglossus foi capaz de evitar a predação dos peixes Cymatogaster aggregata e Cottus asper, apesar de não evitar a predação pelo caranguejo Metacarcinus magister . A alta capacidade de regeneração dos Hemichordata permite que animais como o gastrópode Terebra dislocata se alimentem do fim da cauda de Balanoglossus auranticus sem causar dano permanente ao enteropneusta 